# Wereldbeker schaatsen 2008/2009
De  Wereldbeker schaatsen 2008/09 was een internationale schaatscompetitie verspreid over het gehele schaatsseizoen. De wereldbeker wordt georganiseerd door de Internationale Schaatsunie (ISU). De officiële naam van de competitie is Essent ISU World Cup Speed Skating 2008-2009.
Het wereldbekerseizoen werd in negen weekenden afgewerkt. Heerenveen werd twee keer aangedaan. De start was in Berlijn op 7 november 2008 en het seizoen eindigde in Salt Lake City op 7 maart 2009.

## Wedstrijdschema
| Plaats         | Datum                      | 100m | 500m | 1000m | 1500m | 3k/5k | 5k/10k | achtervolging |         |
| -------------- | -------------------------- | ---- | ---- | ----- | ----- | ----- | ------ | ------------- | ------- |
| Berlijn        | 7-9 november 2008          |      | 2x   | 1x    | 1x    | 1x    |        | 1x            | details |
| Heerenveen     | 14-16 november 2008        |      | 2x   | 1x    | 1x    | 1x    |        | 1x            | details |
| Moskou         | 22-23 november 2008        |      |      |       | 1x    |       | 1x     |               | details |
| Changchun      | 6-7 december 2008          | 1x   | 2x   | 2x    |       |       |        |               | details |
| Nagano         | 13-14 december 2008        | 1x   | 2x   | 2x    |       |       |        |               | details |
| Kolomna        | 24-25 januari 2009         | 1x   | 2x   | 2x    |       |       |        |               | details |
| Erfurt         | 30 januari-1 februari 2009 |      | 2x   | 1x    | 1x    | 1x    |        | 1x            | details |
| Heerenveen     | 14-15 februari 2009        |      |      |       | 1x    |       | 1x     |               | details |
| Salt Lake City | 6-7 maart 2009             | 1x   | 1x   | 1x    | 1x    | 1x    |        |               | details |
|                |                            |      |      |       |       |       |        |               |         |
| Totaal         | Totaal                     | 4x   | 13x  | 10x   | 6x    | 4x    | 2x     | 3x            |         |

## Eindstanden

### Mannen

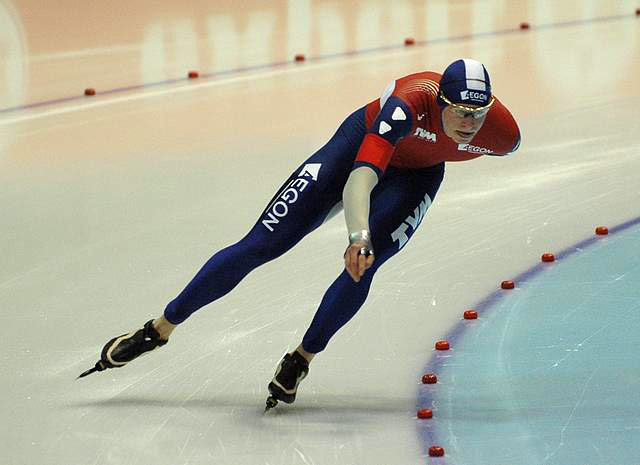
Sven Kramer winnaar van de Wereldbeker op de 5/10 km

| afstand | Goud        | Zilver              | Brons            |
| ------- | ----------- | ------------------- | ---------------- |
| 100 m   | Yuya Oikawa | Yu Fengtong         | Lee Kang-seok    |
| 500 m   | Yu Fengtong | Keiichiro Nagashima | Tucker Fredricks |
| 1000 m  | Shani Davis | Denny Morrison      | Stefan Groothuis |
| 1500 m  | Shani Davis | Trevor Marsicano    | Håvard Bøkko     |
| 5/10 km | Sven Kramer | Håvard Bøkko        | Bob de Jong      |
| team    | Canada      | Italië              | Japan            |

### Vrouwen

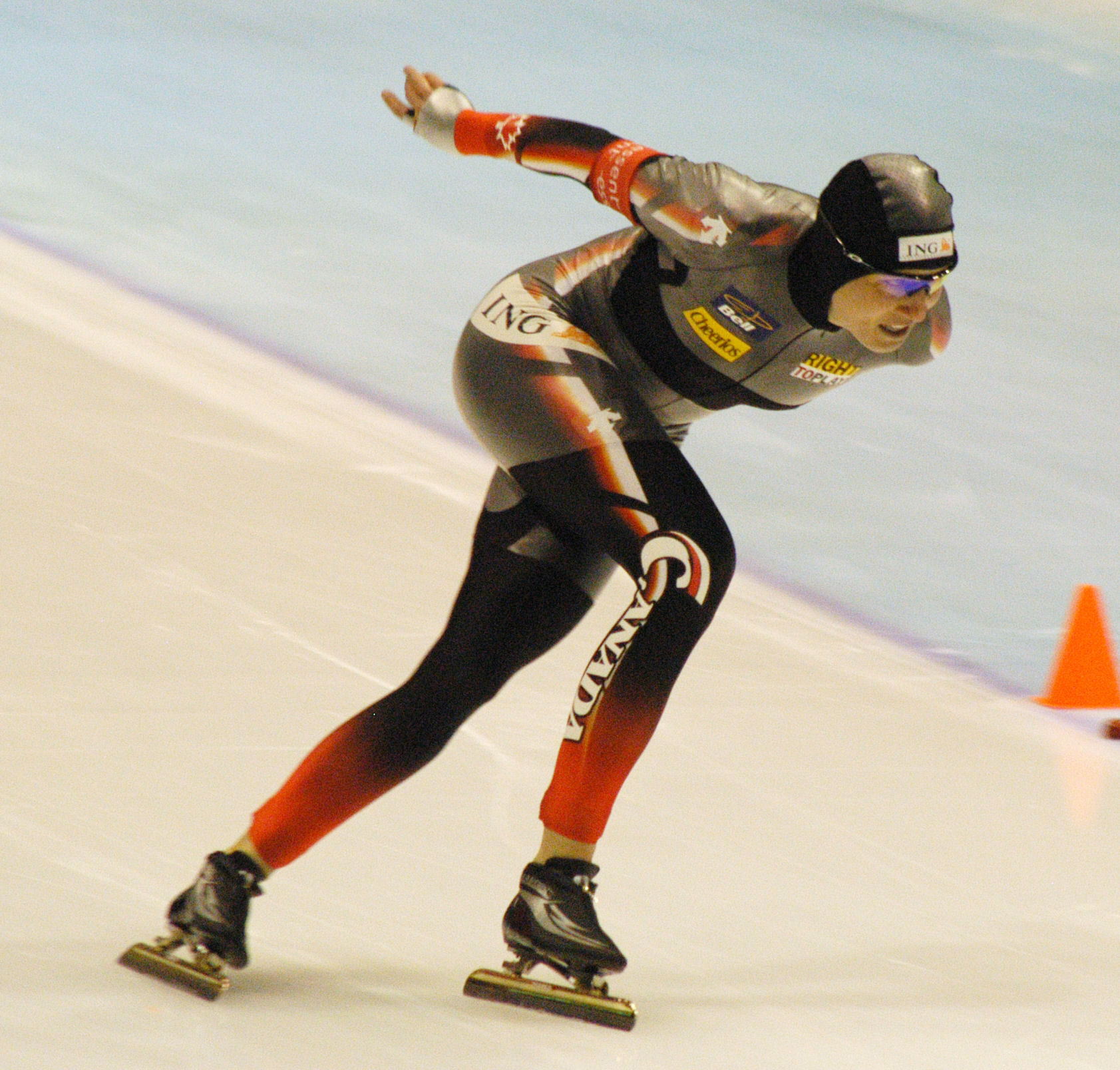
Kristina Groves winnares van de wereldbeker op 1500 m

| afstand | Goud              | Zilver           | Brons               |
| ------- | ----------------- | ---------------- | ------------------- |
| 100 m   | Jenny Wolf        | Thijsje Oenema   | Xing Aihua          |
| 500 m   | Jenny Wolf        | Margot Boer      | Lee Sang-hwa        |
| 1000 m  | Christine Nesbitt | Kristina Groves  | Laurine van Riessen |
| 1500 m  | Kristina Groves   | Daniela Anschütz | Christine Nesbitt   |
| 3/5 km  | Martina Sáblíková | Daniela Anschütz | Kristina Groves     |
| team    | Tsjechië          | Verenigde Staten | Nederland           |

## Limiettijden
Om te mogen starten in de Wereldbeker schaatsen 2008/2009 moet de schaatser na 1 juli 2007 aan de volgende limiettijden hebben voldaan.

Het was voor de ISU mogelijk om maximaal één schaatsers per geslacht aan te wijzen die niet aan de limiettijd had voldaan.

| Geslacht | 500m  | 1000m   | 1500m   | 3000m   | 5000m                          | 10.000m                          |
| -------- | ----- | ------- | ------- | ------- | ------------------------------ | -------------------------------- |
| Mannen   | 37,50 | 1.15,00 | 1.55,00 | —       | 7.05,00                        | 14.15,00 (10km) of 6.55,00 (5km) |
| Vrouwen  | 41,00 | 1.22,50 | 2.07,50 | 4.32,00 | 7.45,00 (5km) of 4.24,00 (3km) | —                                |

## Trivia
- Er werd ook een 10km wedstrijd met massastart gehouden, deze werd gewonnen door  Arjan Stroetinga.